# 貫葉連翹
貫葉連翹， 又名贯叶金絲桃、聖約翰草（St John's wort），金丝桃科金絲桃屬植物，是歐美的常用草藥。主要用於婦女調經，亦有寧神、平衡情緒的作用。臨床上發現對抑鬱症患者有療效，对癌症无效，也一般不推荐用于调经。

## 形态

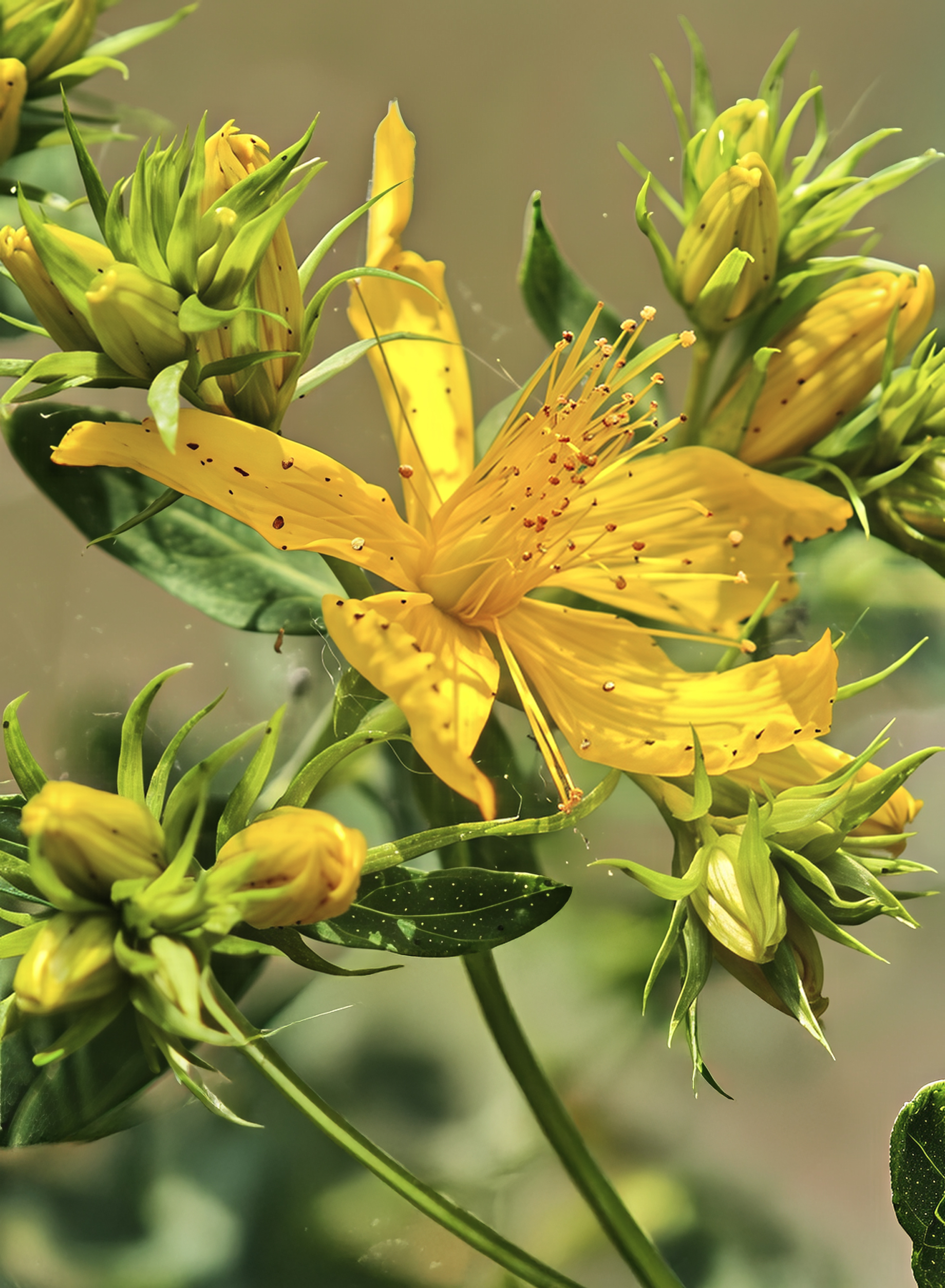
花

多年生草木，高可达一公尺左右。茎直立，多分枝，枝皆腋生，茎两侧各有纵棱1条。单叶对生，长椭圆形或披针形，长一到三公分，基部无柄，有时抱茎，散布透明腺点，叶缘有黑色腺点。聚伞花序顶生；花较大，黄色，萼片五；花瓣五；雄蕊多数，组成三束，花瓣边缘和花药均有黑色腺点，子房上位，一室，花柱三裂。蒴果长圆形，具泡状小突起，开裂。种子圆筒形。花期六到七月，果期九到十月。

## 药用
为植物贯叶金丝桃的干燥地上部分，主产于江西、四川、陕西。

### 功效
性寒，味辛。能疏肝解郁，清热利湿，消肿通乳。用于肝气郁结，情志不畅，心胸郁闷，关节肿痛，乳痈，乳少。用量兩到三公克。

### 采集炮制
夏、秋二季开花时采割，阴干或低温烘干。

### 化学成分
含有二蒽酮类，其主要成分为金丝桃素、伪金丝桃素、原金丝桃素等。还含有贯叶金丝桃素、加贯叶金丝桃素等间苯三酚衍生物，这是贯叶连翘的特征性成分，也是其抗抑郁作用的主要有效成分。尚含金丝桃苷、山奈酚等黄酮类等。
取决于种植和生产方式，制品的有效成分含量可能不甚稳定，因此作为药物使用时应加强标准化，对有效成分的含量进行硬性规定。

### 药理作用
临床上有抗抑郁、抗焦虑作用。体外有抗感染作用，但暂未发现可以治传染病。
和其他抗抑郁药一样，对经前综合症有效果，但大剂量本品对大鼠卵巢功能有害，应慎用。
或许可以减少绝经及乳腺癌激素治疗带来的一些躯体和心理症状，如潮热。

### 药物相互作用
貫葉連翹会诱导CYP3A4和CYP2C9表达，导致其他药物更快被代谢。其中CYP3A4负责代谢药物的种类极其多，现今使用的化学药约一半是经过它代谢。如果和贯叶连翘合用，这些药物的作用就很可能下降。和避孕药合用可能导致撤退性出血和药物失效。和环孢素合用可能导致环孢素失效，无法压制对移植器官的排异反应。
貫葉連翹能诱导表达的原因是其中的贯叶金丝桃素会激活孕烷X受体。通过降低提取物中这一物质的含量，可以避免这类药物相互作用。但是该成分也是贯叶连翘抗抑郁的主要有效成分，移除恐会降低本品药效。现在有一些厂家生产专门降低贯叶金丝桃素含量的产品，但药效还需临床实验明确。

### 不良反应
常見副作用包括腸胃不適、頭暈、混亂、疲倦、鎮定、口乾、煩躁及頭痛。其也可能導致光照性皮炎，似乎是其中金丝桃素所致。
對躁鬱症患者可能會誘發躁症而精神分裂症患者可能會惡化其幻覺。

### 获批药品
- 舒肝解郁胶囊：本品与刺五加制成。在中国作为中药批准。[12]
- 圣·约翰草提取物片：本品制成，每片含圣·约翰草的干燥提取物300mg，其中贯叶金丝桃素含量不少于9mg，总金丝桃素含量不少于0.4mg。在中国作为进口药品批准，[13]原产德国。[14]

两者都是中国精神科常用药，价格高于普通抗抑郁药。

## 外部連結
- 貫葉連翹 Guanyelianqiao （页面存档备份，存于） 藥用植物圖像數據庫 (香港浸會大學中醫藥學院) （简体中文） （繁體中文）（英文）
- Barrett S. . 2000  [2009-03-08]. （原始内容存档于2020-02-14）.
- . U.S. National Library of Medicine.   [2009-10-07]. （原始内容存档于2010-07-07）.
- Species Profile — St. Johnswort (Hypericum perforatum) （页面存档备份，存于）, National Invasive Species Information Center, United States National Agricultural Library. Lists general information and resources for St John's wort.